# Josef Blotz
Josef Blotz (Hadamar, 22 novembre 1956) è un generale tedesco e ministro del Sovrano Militare Ordine di Malta, dal 18 febbraio 2025 Grande Ospedaliere del Sovrano Militare Ordine di Malta.

## Storia

### Carriera militare
Nasce ad Hadamar il 22 novembre del 1956 e nel 1975 intraprende la carriera militare accedendo in qualità di candidato ufficiale al 42° battaglione fanteria. Ha svolto il corso da ufficiale ed ottenuto la laurea in scienze dell'educazione presso l'Università delle Forze armate tedesche di Monaco, svolgendo vari incarichi nel 152° battaglione fanteria meccanizzata.
In seguito svolge il corso di Stato Maggiore dell'Esercito al college di Stato Maggiore delle Forze Armate Tedesche ad Amburgo e nel 1989 viene assegnato allo Stato Maggiore delle Forze Armate a Bonn ed in seguito quale tenente colonnello in qualità di comandante di branca nella 37ª brigata fanteria meccanizzata.
Presso il Comando supremo delle potenze alleate in Europa svolge l'incarico di ufficiale addetto alla divisione d'intelligence, per poi divenire dal 1995 al 1997 comandante del 581° battaglione fanteria a Berlino, e al termine del comando essere assegnato al Ministero federale della difesa.
Dopo avere svolto 6 mesi in qualità di assistente del capo di stato maggiore della missione Stabilisation Force diventa comandante della sezione addestramento dell'Allied Force Command Madrid mentre dal 2000 al 2002 è stato comandante della branca operazioni e dal 2002 al 2004 della branca di pianificazione e sviluppo del Ministero della Difesa.
Dal 2004 al 2005 ha studiato presso la National Defense University ottenendo il master in scienze della sicurezza nazionale strategica, seguito dal comando della 30a brigata fanteria meccanizzata e dall'incarico di comandante regionale della regione nord dell'Afghanistan durante la missione International Security Assistance Force ricoprendo altresì nell'ambito della stessa missione quella di rappresentante  e di comandante della divisione affari politici e militari comandando altresì la Scuola di Fanteria delle Forze Armate Tedesche.
In seguito diviene direttore delle operazioni al Quartier Generale della NATO per poi essere trasferito nel 2016 al Comando Interforze del servizio di supporto Tedesco ed essere inviato come Consigliere Militare Anziano nella Missione di supporto delle Nazioni Unite in Libia.
Dal 2019 al 2023 è stato altresì comandante di Eurocorps.

### Vita privata
Il generale Blotz è sposato e ha due figli.

### Grande Ospedaliere del Sovrano Militare Ordine di Malta
A seguito delle dimissioni di Fra' Sandro De Franciscis del 17 febbraio 2025, il 18 febbraio 2025 è stato nominato dal Sovrano Consiglio del Sovrano Militare Ordine di Malta nuovo Grande Ospedaliere del Sovrano Militare Ordine di Malta.